# Premio Paul Harland
El Premio Paul Harland es el galardón anual más viejo de la ciencia ficción, fantasía o historias de terror. Se llama así en honor del escritor holandés de ciencia ficción Paul Harland (1960-2003). Este premio es para cuentos y novelas de hasta 10.000 palabras.

## Historia
El premio estuvo presentado por primera vez en 1976 por el crítico y fan SF Rob Vooren, en la ocasión de un concurso de una historia corta que fue organizado el mismo año. Inicialmente, Vooren lo llamó el King Kong Award, también publicó una revista para forofos con el mismo nombre.
Sobre los siguientes diez años, el concurso era mayoritariamente organizado por Rob Vooren, quién no sólo reunió el jurado,sino también se aseguró de ofrecer dinero como premio (normalmente 1000 guilders), y más tarde contrató la ayuda de un editor. En 1984 esto finalmente resultó en una publicación profesional para los ganadores premiados.
En 1987 Rob Vooren ayudó con la organización por última vez, a un comité. Para razones de credibilidad, y con una vista más atractiva para atraer más patrocinadores,  esté decidido en 1996 cambiar el nombre a Premio de Milenio. Después de la muerte de Paul Harland, quién hubo no sólo ganó el premio varias veces, sino que también lo organizó, además de ser jurado más a menudo que casi cualquiera, el premio estuvo dado a[ ] su nombre en 2003.
En 2011 el Premio empezó a organizarse por el autor Martijn Lindeboom y a principios de 2013 empezó a trabajar junto con el autor Thomas Olde Heuvelt. 2013 fue un año récord: 206 historias estuvieron enviadas (aproximadamente un total de 1.3 millones de palabras).

## Escritores ganadores
| Edición | Primero                                   | Segundo                        | Tercer                           | Cuarto                               | Quinto                                    |
| ------- | ----------------------------------------- | ------------------------------ | -------------------------------- | ------------------------------------ | ----------------------------------------- |
| 1976    | Bert Vos                                  |                                |                                  |                                      |                                           |
| 1977    | Peter Cuijpers                            | Guido Eekhaut                  | Annemarie van Ewijck             | Remolino C. Bertin                   | Martin Berkelaar                          |
| 1978    | Wim Burkunk                               | Wim Burkunk                    | Peter Cuijpers                   | Remolino C. Bertin                   | Kathinka Lannoy                           |
| 1979    | Tais Teng                                 | Robert Smets                   | Frank Frankhuizen                | Luuk Simonis                         | Remolino C. Bertin                        |
| 1980    | Bert Vos                                  | Peter Cuijpers                 | Atracar Zaagman                  | Sophie van der Waaij                 | Remolino C. Bertin / Frank Visser         |
| 1981    | <not granted>                             | Sophie van der Waaij           | Jan Abeja Landman                |                                      |                                           |
| 1983    | Gert Y Jan J.B. Kuipers                   | Peter Cuijpers                 | Paul Harland / Tais Teng         | Reinold Widemann                     |                                           |
| 1984    | Paul Harland y Tais Teng / Peter Cuijpers | Paul Harland                   | Jan J.B. Kuipers                 | Gerben Hellinga jr                   |                                           |
| 1985    | Gerben Hellinga jr / Tais Teng            | Tais Teng                      | Gerben Hellinga jr               | Jan J.B. Kuipers                     |                                           |
| 1986    | Thomas Wintner                            | Jan Abeja Landman              | Jan J.B. Kuipers                 | Guido Eekhaut                        | Jan J.B. Kuipers                          |
| 1987    | Jan J.B. Kuipers                          | Jannelies Smit & Paul Harland  | Remolino C. Bertin               | Antony den Ridder                    | Guido Eekhaut / Jan Abeja Landman         |
| 1988    | Paul Evenblij                             | Thomas Enfría                  | Gerben Hellinga jr               | Peter Cuijpers                       | Rijna Elijzen                             |
| 1989    | Tais Teng                                 | Julien C. Raasveld             | Jan Abeja Landman y Paul Harland | Peter Cuijpers                       | Jan J.B. Kuipers                          |
| 1990    | Paul Harland                              | Jan Abeja Landman              | Thomas Wintner                   | Gerben Hellinga Jr                   | Jan J.B. Kuipers                          |
| 1991    | Peter Cuijpers                            | Jan J.B. Kuipers               | Martin Berkelaar                 | Gerben Hellinga Jr                   | Peter Cuijpers                            |
| 1992    | Mike Jansen y Paul Harland                | Paul van Leeuwenkamp           | Jaap Boekestein                  | Nico Stikker                         | Geeske M. Kruseman / Paul van Leeuwenkamp |
| 1994    | Nico Stikker                              | Peter Cuijpers                 | Vincent Hoberg                   | Jan J.B. Kuipers                     | Tony de Haan                              |
| 1995    | Paul Harland y Vincent Hoberg             | Jan J.B. Kuipers               | Paul van Leeuwenkamp             | Martijn Kregting                     | Dirk Bontes                               |
| 1996    | Dirk Bontes                               | Jan J.B. Kuipers               | Mark J. Ruyffelaert              | Frank van Dongen                     | Martijn Kregting                          |
| 1997    | Jan J.B. Kuipers                          | Bart van Geldrop               | Paul Evenblij                    | Gerben Hellinga Jr                   | Nico Stikker                              |
| 1998    | Henri Achten                              | Richard Meijer                 | Marcel Orie                      | Henri Achten                         | Cerro de arrendajo                        |
| 1999    | Sophia Drenth                             | Mirjam Gielen                  | Sophia Drenth                    | Cor Oosting                          | Diana van der Pluijm                      |
| 2000    | Anne-Claire Verham                        | Chris Braga / Jan J.B. Kuipers | Anne-Claire Verham               | Mirjam Gielen                        |                                           |
| 2001    | Paul Evenblij                             | Dirk Bontes                    | Chris Braga                      | Mirjam Gielen                        | Chris Braga                               |
| 2002    | Dirk Bontes                               | Peter Kaptein                  | Robert Tetteroo                  | Jurgen Appelo / Marco Knauff         |                                           |
| 2003    | Jaap Boekestein                           | Martijn Kregting               | Jaap Boekestein                  | Marco Knauff                         | Auke Pols                                 |
| 2004    | Christien Boomsma                         | Chris Braga                    | Katrien Rutten                   | Sarah de Waard                       | Thomas Olde Heuvelt                       |
| 2005    | Auke Pols                                 | Esther Scherpenisse            | Thomas Olde Heuvelt              | Sarah de Waard                       | Mark Bartels                              |
| 2006    | Christien Boomsma                         | Fred Rabouw                    | Jan J.B. Kuipers                 | Claudia van Arkel                    | Jenny Hoogeboom                           |
| 2007    | Wim Stolk                                 | Anne Witberg                   | Martijn Lindeboom                | Jaap Boekestein                      | Esther Scherpenisse                       |
| 2008    | Boukje Balder                             | Fred Rabouw                    | Rianne Lampers                   | Anne Witberg                         | Fred Rabouw                               |
| 2009    | Thomas Olde Heuvelt                       | Django Mathijsen               | Fred van der Meulen              | Jos Lexmond                          | Fred Rabouw                               |
| 2010    | Kurt Forel                                | Martijn Kregting               | Patrick Brannigan                | Boukje Balder / Frank Norbert Rieter |                                           |
| 2011    | Boukje Balder                             | Freek de Bruin                 | Patrick Brannigan                | Pieter van de Walle                  | Anaïd Haen                                |
| 2012    | Thomas Olde Heuvelt                       | Linda Mulders                  | Jürgen Snoeren                   | Ben Adriaanse                        | Auke Pols                                 |
| 2013    | Esther Scherpenisse                       | Saskia van Oostenrijk          | Peter Kaptein                    | Olga Ponjee                          | Fred Rabouw en Johan Zonnenberg           |